# 超音速輸送機
超音速輸送機（ちょうおんそくゆそうき、英: Supersonic transport, SST）は、超音速の速度で飛行し、旅客や貨物を輸送する航空機のことである。超音速旅客機とも。
現在、商業飛行を行っている超音速輸送機はない。かつては、ソ連のツポレフ設計局が手掛けたTu-144と、イギリス・フランスが共同開発したコンコルドが商業飛行を行っていたが、Tu-144は1978年6月までに、コンコルドは2003年10月24日に商業飛行を取りやめている。

## 概要
超音速で飛行するためには、速度の2乗に比例して増加する抗力をできるだけ低減する必要があるとともに、巡航速度に到達する前、音速付近のマッハ約0.8から1.2程度にかけての速度域（遷音速）で急に大きくなる抗力係数も低減しなくてはいけない。遷音速での抗力係数は衝撃波を作るために費やされる造波抗力も加わるために、高亜音速域（マッハ0.8程度で、遷音速域に入る直前）の場合の3倍以上にもなる。しかし、遷音速を超えると抗力係数は減少に転じ、マッハ2を大きく超える領域での航続率は高亜音速でのそれとほぼ同等になる。
ここで一般の旅客機で用いられるような横に広い翼平面形と翼型を持った翼で超音速飛行を行うと、翼に発生する揚力は大きく減少し、抗力は格段に増大する。通常形の翼では、マッハ2の速度において、衝撃波の影響によりその揚力の半分ほどが失われる。効率の指標である揚抗比（揚力を抗力で割った値）の点で判断すると、超音速航行による燃費向上はほとんどないことになる。このため黎明期には、超音速での巡航をなるべく効率的に維持し、なおかつ低速の離着陸時においても充分な揚力を発生する翼平面形の研究に多くの労力が傾けられ、超音速輸送機の翼平面形研究のためだけの実験機も製作された。
1950年代に、超音速輸送機の概念は技術的には可能と思われていたが、経済的に可能かどうかははっきりはしなかった。燃費が多くかかる超音速による商業飛行も、少なくとも中距離から長距離の飛行に関しては採算が取れるように思われた。燃費以外の面では、既存の亜音速航空機の3倍の速度で航行することで航空会社の保有機数が3分の1で済むことになり、人件費と整備費の低減が期待された。
なお、超音速輸送機の速度では既存の航空機と比較して高度が上がらず、衝撃波の地上への影響が大きいため陸上の超音速飛行に大きな制限がかかる。衝撃波の地上への影響は、更に高速で成層圏を飛行する極超音速輸送機で解決する見通しである。

## 開発

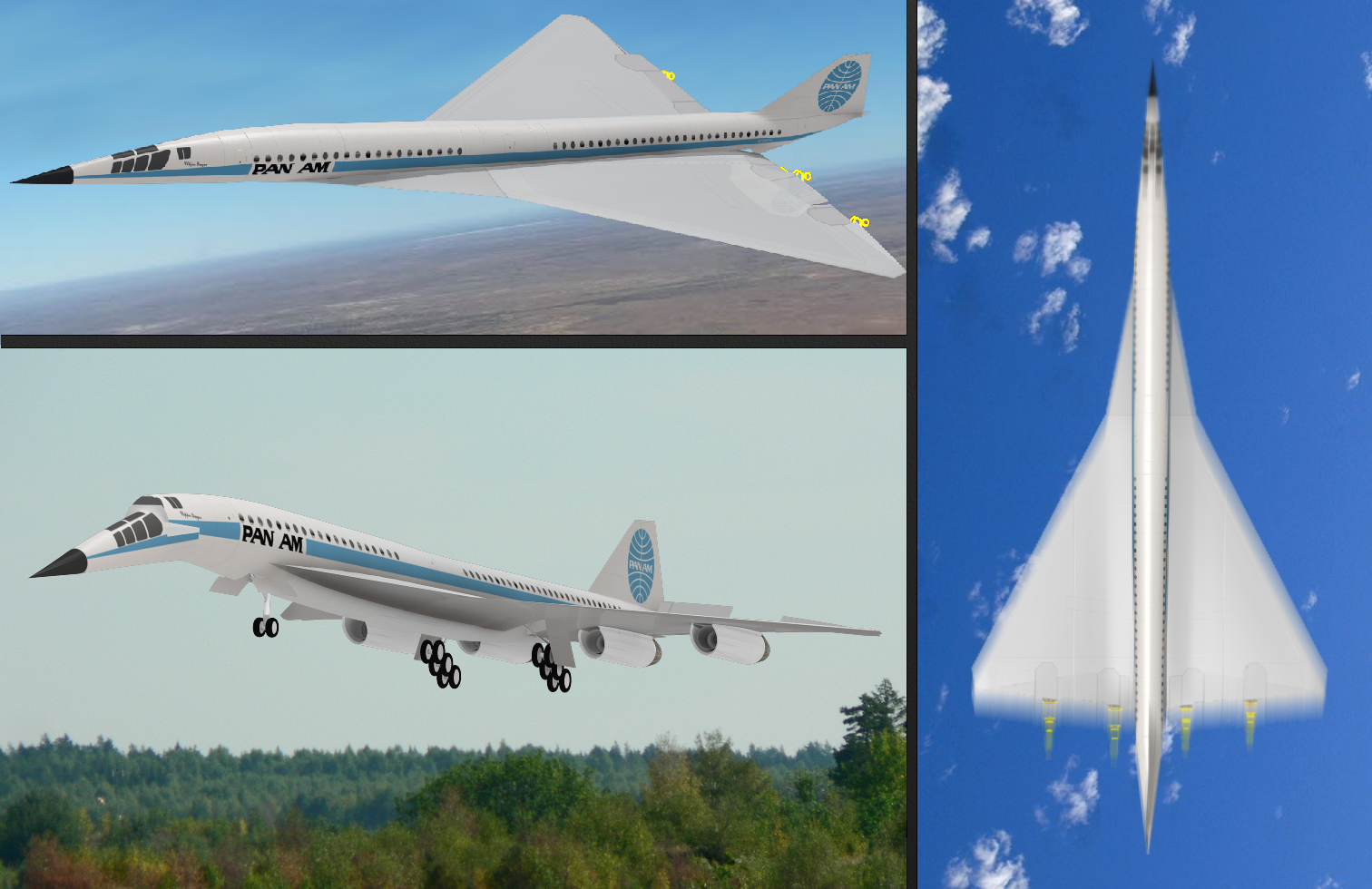
L-2000（パンアメリカン航空カラー）イメージ図

第一世代の超音速戦闘機が普及し始めた1950年代中期より、SSTの本格的な研究が開始された。シュド・アビアシオン社のシュペル・カラベルやブリストル社の223型機などのデルタ翼機が、各国政府の助成を受けて研究された。ほかに、アームストロング・ホイットワース社のM字翼機などが研究されていた。こうした会社の研究は、1960年代初期までに実機製作が可能な状態まで進展した。また、1962年にコスト要因もあってシュド案とブリストル案は統合され、英仏共同開発のコンコルドの製作へと至った。
欧州でのSST開発の進展により、長距離機のシェアをコンコルドに奪われる可能性があるとして、アメリカ航空機業界はパニックに陥った。そのため、1963年よりアメリカ国内でも早急に独自のSST研究が開始され、ボーイング 2707やロッキード L-2000などの計画が進められた。これらはコンコルドよりも大型で高速・長距離機となる計画であった。特に、ボーイングは熱心に2707計画を進めており、マッハ3近くの速度を目指していた。同時期にソビエト連邦もTu-144の開発を行っていた。

## 環境問題
1960年代は、西欧において環境問題に対する関心が高まり始めた時代でもあった。そのため、SSTの超音速航行により発生するソニックブームによって地上に被害が出ることや、高空での排気ガスがオゾン層に影響を与えるのではないかということが懸念された。ソニックブームの問題は高高度を飛行することで解決するかと思われたが、1960年代中期に超音速爆撃機（原型機）XB-70を用いた実験により、高空を飛行してもソニックブームの問題が発生することが確認された。このためSSTは公害源になると認識され、1971年のアメリカ連邦議会において、ボーイングなどに対するSST研究費の助成が打ち切られた。研究費助成の打ち切りは致命的であり、アメリカにおけるSST研究は中止された。

## 商業飛行の開始
アメリカのSST研究が停滞している間もコンコルドの開発は続けられており、1969年に初飛行を行い、1976年から商業飛行を開始した。ヨーロッパからニューヨークへの乗り入れは、市民のソニックブームの影響に対する抗議のため、先にワシントンへ乗り入れることとなった。ワシントン線の運航が好評であったため、すぐにニューヨーク線も開設されることとなった。なお、ソニックブームの影響をなくすために、超音速航行を行うのは洋上のみである。
コンコルドの商業飛行が開始されると、アメリカの世論は1960年代とは一変し、AST（先進超音速輸送機 Advanced Supersonic Transport）の名の下に再度、ロッキードSCVなどが計画され始めた。しかし、すでにSSTの経済概念は時代遅れとなっていた。SSTは80-100名の乗客を乗せた亜音速の長距離輸送機を代替するために考案されたが、ボーイング747の様な400名以上を乗せる事ができる大型旅客機には経済性で全く敵わなかった。ボーイング747（の旅客型）は、超音速旅客機実用化後は貨物機に転用できる、というコンセプトが顧客である航空会社への訴求点のひとつだったことは、今日ではほぼ忘れられつつあるその初期のエピソードで、例えば、コクピットが機体上部に張り出して付いていることで、そのままノーズドアを持つ貨物型に改造できる為の大型でもあった。
さらにジェットエンジンの効率でもSSTは不利となった。いわゆる「純ジェット」のターボジェット型から、1960年代のターボファン型の進展による高バイパス比化により、亜音速旅客機の燃費性能は大幅に向上、また更なる低騒音化も達成した。これは、燃焼に関与しない空気を大幅に取り込み、エンジン後方へのジェット（噴流）をより低温化低速化 すると同時に大推力化するものであるから、亜音速機には好適な一方で高速化には不適であり不利である。さらにオイルショックによる燃料費高騰もこれに輪をかけた。これらの相対的なSST運用コストの増大に伴い、SSTの経済性は著しく低下し、AST計画も1980年代初期には消滅した。

## 近年の研究
最近では、機体形状に工夫を凝らすことにより、超音速飛行時でもあまりソニックブームを出さない航空機が研究されている。2003年からはNASAなどがSSBD (Shaped Sonic Boom Demonstration) の元、F-5戦闘機を改造した実験機によって飛行試験を行っており、実際にソニックブームの減少が観測されている。その後、NASAはロッキード・マーティンとX-59実験機を共同開発し、2022年内に初飛行を予定している。
ブーゼマン複葉翼（二枚の翼に発生した衝撃波を干渉させ打ち消す）の欠点を解消するため、全翼機のように胴体を上の翼上に配置し、上下の翼端を接触させる案などが研究されている。
1994年4月にアエロスパシアル社・ブリティッシュ・エアロスペース（現BAEシステムズ）社・DASA社は第二世代のコンコルドを2010年までに就航させることを目標として、欧州超音速機研究計画 (ESRP: European Supersonic Research Program) を開始した。並行して、スネクマ・ロールス・ロイス社・MTU München社・フィアット社では、1991年から新型エンジンの共同開発を行っていた。年間1,200万ドル以上が費やされ、研究計画は材料、空気力学、各種システムやエンジンの擬装に至る分野をカバーしていた。ESRP計画はマッハ2で飛行し、座席数は250席、航続距離は5,500海里を目指すもので、基本設計案の外観はコンコルドを大型化してカナードを付けたようなものである。
同じ頃、アメリカ航空宇宙局（NASA）でもSSTの研究が開始されていた。Tu-144のエンジンを換装した実験機Tu-144LLを使用して、1996年から1998年にかけてロシアで19回の飛行試験を行った。
2016年11月15日、アメリカ・コロラド州のスタートアップ企業、Boom Technologyが超音速旅客機のサブスケール技術実証機、XB-1を公開。飛行速度はコンコルドを超えるマッハ2.2（時速約2,716 km）とされており、実用の旅客機やビジネスジェットとしては当初2020年代はじめの運行開始を目指していた。
2017年にはかつてコンコルドの導入を計画し仮発注も行った日本航空はBoom Technologyと資本提携し、20機の優先発注権を確保する予定があると発表した。2021年6月にはユナイテッド航空もBoom社の旅客機「オーバーチュア」を発注したと報じられた。
2019年、ボーイングが12人乗りの超音速ビジネスジェット「アエリオン AS2」を開発するアエリオン・コーポレーションへの出資を発表した。
超音速機のエンジンとしては、PDE（パルス・デトネーション・エンジン）が注目されている。現在のターボファンエンジンよりも効率を向上させつつ、高速度での飛行も可能にするもので、NASAはマッハ5で飛行する航空機のためのPDEエンジンの研究を行っている。この他宇宙航空研究開発機構（JAXA）と東京大学の研究チームではマッハ5クラスの極超音速旅客機に搭載するエンジンとして、液体水素を燃料とするターボジェットエンジンに高温となった空気を燃料の液体水素で冷却する機構を追加した『予冷ターボジェットエンジン』の研究を行っている。JAXAは2021年6月、IHIなどと共に超音速旅客機の研究開発を行う協議会「ジャパン・スーパーソニック・リサーチ」を立ち上げたことを発表した。

## 年表
- 1947年10月14日： ベルX-1が音の壁を突破
- 1952年： ボーイングがSSTの研究を開始
- 1960年： シュド・アビアシオンがシュド シュペル・カラベルの設計を開始
- 1962年11月： BACとシュドがコンコルドを共同で開発すると発表
- 1963年6月5日： ケネディ大統領が米国製SSTへの資金投入を承認
- 1964年9月21日： マッハ3級爆撃機XB-70が初飛行（原型機のみ、量産されず）
- 1966年12月31日： ボーイング 2707が米SST計画の勝者として選定される
- 1968年12月31日： Tu-144の原型機が初飛行
- 1969年2月9日： ボーイング747-100が初飛行
- 1969年3月2日： コンコルドの原型機が初飛行
- 1971年5月20日： ボーイング 2707計画が中止される
- 1973年6月3日： 1973年パリ航空ショーTu-144墜落事故
- 1975年12月26日： Tu-144が運航を開始（ただし貨物便）
- 1976年1月21日： コンコルドが運航を開始
- 1978年： Tu-144が運航を終了
- 1994年4月： 欧州の企業がESRP計画を開始
- 1996年 - 1998年： NASAがTu-144LLの飛行試験を実施
- 2000年7月： コンコルドが墜落。乗客・乗員・地上の人合わせて113人が死亡。詳しくはコンコルド墜落事故を参照。
- 2003年10月24日： コンコルドが商業運航を終了（11月26日に最終飛行）
- 2003年 - ： NASAなどがSSBDを開始
- 2005年6月14日 - ： 日本とフランスの航空宇宙工業会が、次世代機の実現に向けた共同研究を開始。
- 2005年10月10日： 宇宙航空研究開発機構(JAXA)が小型の超音速実験機NEXST-1の飛行試験をおこなった。
- 2015年7月24日： 宇宙航空研究開発機構は低ソニックブーム超音速試験機の飛行試験をおこなった。
- 2019年2月12日： ロシアのプーチン大統領は超音速戦略爆撃機Tu-160の超音速旅客機への改装案を提案・発表した（原文の記事内容："A brilliant project has been implemented in Kazan, where what is essentially a brand new version of the Tu-160 was created. Not just the plane, but its weapons systems were improved. It runs like clockwork. Why not create a supersonic passenger aircraft?"）[10][11]。

## 第1世代超音速機

### 実用機
- Tu-144：ソ連・1968年初飛行。
- コンコルド：英仏共同開発・1969年初飛行。

### 計画機
- ブリストル 223：イギリス・1962年コンコルド計画へ統合。
- シュド シュペル・カラベル：フランス・1962年コンコルド計画へ統合。
- ロッキード L-2000：アメリカ合衆国・1971年計画中止。
- ボーイング2707：アメリカ合衆国・1971年計画中止。

## 第2世代超音速機

### 構想・開発中
第2世代の超音速機に対する要望は、航空業界の一部で残っており、コンコルドの引退以降いくつかの構想および計画が浮上している。
2023年1月に、ブーム・スーパーソニックは、ノースカロライナ州のピードモント・トライアド国際空港 にある62エーカー (25 ha) の敷地に最先端製造施設であるオーバーチュア・スーパーファクトリーの建設を開始。2032年までに、ブームはスーパーファクトリーで2,400人以上の労働者を雇用する予定である。ブーム・スーパーソニックは、現在の旅客機の2倍の速度で飛行する、いわゆる世界最速の旅客機オーバーチュアの開発及び製造を目指している。同機のオプションと将来の購入を含め、アメリカン航空、ユナイテッド航空、日本航空から130機を受注している。
- Tu-244、S-21、Tu-444：ロシア・構想中。
- 次世代超音速旅客機：日本（JAXA）低ソニックブーム設計概念実証プロジェクト・構想中[13]。
- ブーム・オーバーチュア：ブーム・テクノロジー社が開発中。

## フィクションの中の超音速輸送機
- ファイヤーフラッシュ：『サンダーバード』に登場する原子力旅客機。ストーリーによって異なるが全長115m・乗員乗客600名が搭乗可能という超大型旅客機でもある。原子力ターボジェットエンジン六発を備え、高度6万メートルの亜成層圏をマッハ2で飛び、東京 - ロンドン間を2時間半で結ぶという設定。
- 超音速旅客機206便：『ウルトラQ』第27話「206便消滅す」に登場する4発エンジン・無尾翼デルタ翼の国産超音速ジェット旅客機。香港 - 羽田の航路を経由している。
- カレイダス160：『タンタンの冒険旅行』シリーズの一編「シドニー行き714便（en）」に登場する超音速ビジネスジェット機。最高速度はマッハ2で、可変後退翼を持っている。
- R-505U：『エースコンバット3 エレクトロスフィア』に登場する、ニューコム社がUPEOに要人専用機として提供した超音速旅客機。高速でありながら揺れもほとんど感じられない快適性を誇る。最高速度は3060km/h（約マッハ2.5）。
- スワローテイル：『空の中』に登場する国産超音速ビジネスジェット機。YS-11以来となる大規模な国家規模の民間輸送機開発プロジェクトによって開発された機体で、試験機が四国沖の自衛隊演習空域を試験飛行中、突如爆発炎上・墜落したことから物語が始まる。
- 超音速旅客機：『とある魔術の禁書目録』に登場する超音速旅客機。マルコ・ポーロ国際空港から学園都市までを1時間あまりで飛行でき、最高速度は7000km/hを超える。ただし、客室内では機内食が余裕で吹っ飛ぶほどの強烈なGがかかる。